# 井浚泓
井浚泓（1968年10月13日—），新加坡前职业乒乓球运动员，前新加坡国家队主力成员，右手横握球拍型打法，现任新加坡国家女队主教练。

## 运动生涯
井浚泓出生于中国上海，12岁起效力于中国江苏队，1989年入选中国国家队。1992年，井浚泓与新加坡男子乒乓球运动员黎仕汉成婚，移民新加坡，其后代表新加坡出征各位国际赛事，是新加坡乒坛的一员老将。
井浚泓成名于1993年42届世乒赛，当时女单比赛她依靠出色的发球和凶狠异常的发球抢攻以3比1淘汰了头号种子邓亚萍；2000年悉尼奥运会，井浚泓再度爆冷，在女单比赛首轮中，她干净利落的击败了4号种子，中国的新秀孙晋，并一举杀入4强，但在半决赛中，她负于中国选手李菊而无缘决赛，其后在铜牌争夺战中惜败给中华台北的陈静，名列第四，这时的井浚泓达到了运动生涯的最颠峰。2004年雅典奥运会，井浚泓于女子单打比赛第三圈负于朝鲜选手金英姬，无缘16强。其后，井浚泓宣布退役。2009年，井浚泓应邀出任新加坡国家女子乒乓球队教练。

## 个人成绩
- 2000年悉尼奥运会
  - 第四名, 女子单打
- 2001年新德里英联邦锦标赛  - 夺得两金
  - 女子双打(搭档:李佳薇)
  - 女子团体
- 2002年 英联邦运动会 - 夺得两金
  - 女子双打(搭档:李佳薇)
  - 女子团体